# Järnvägsbron över Piteälven vid Sikfors

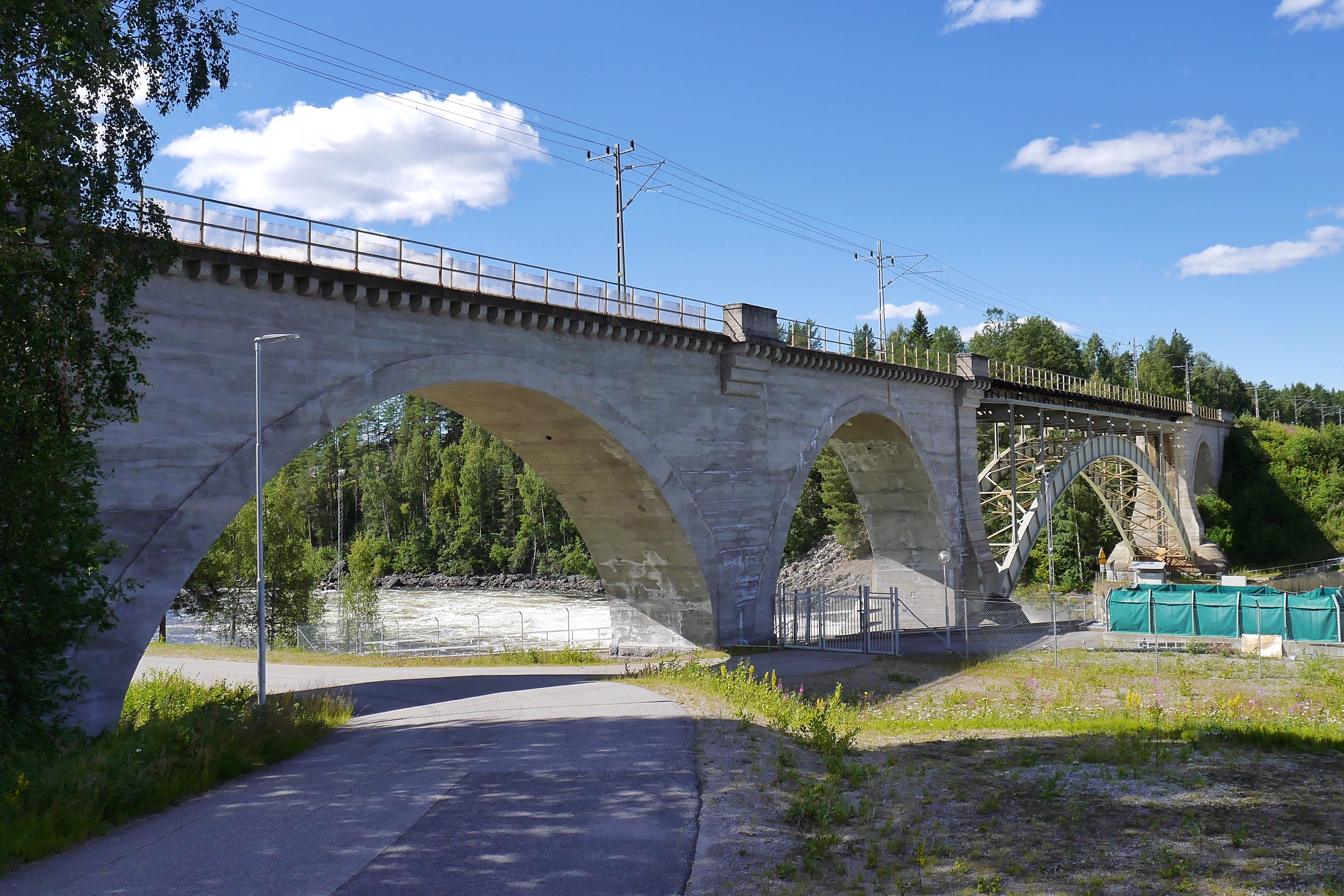
Järnvägsbron i Sikfors, sommaren 2016. Blandat konstruktionssätt.

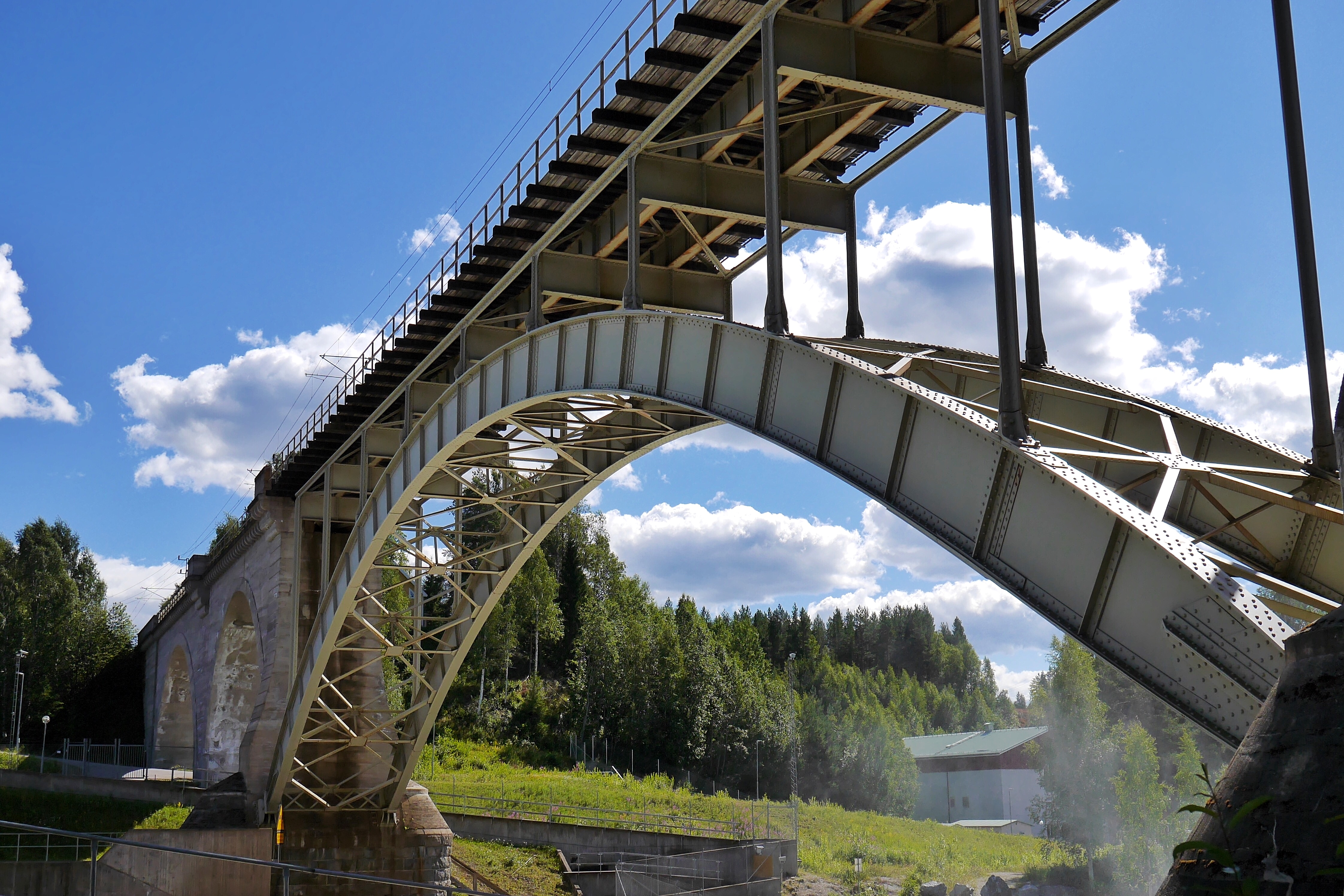
Järnvägsbron i Sikfors, sommaren 2016. Plåtbalksbågar uppförda av Motala Nya Verkstads AB.

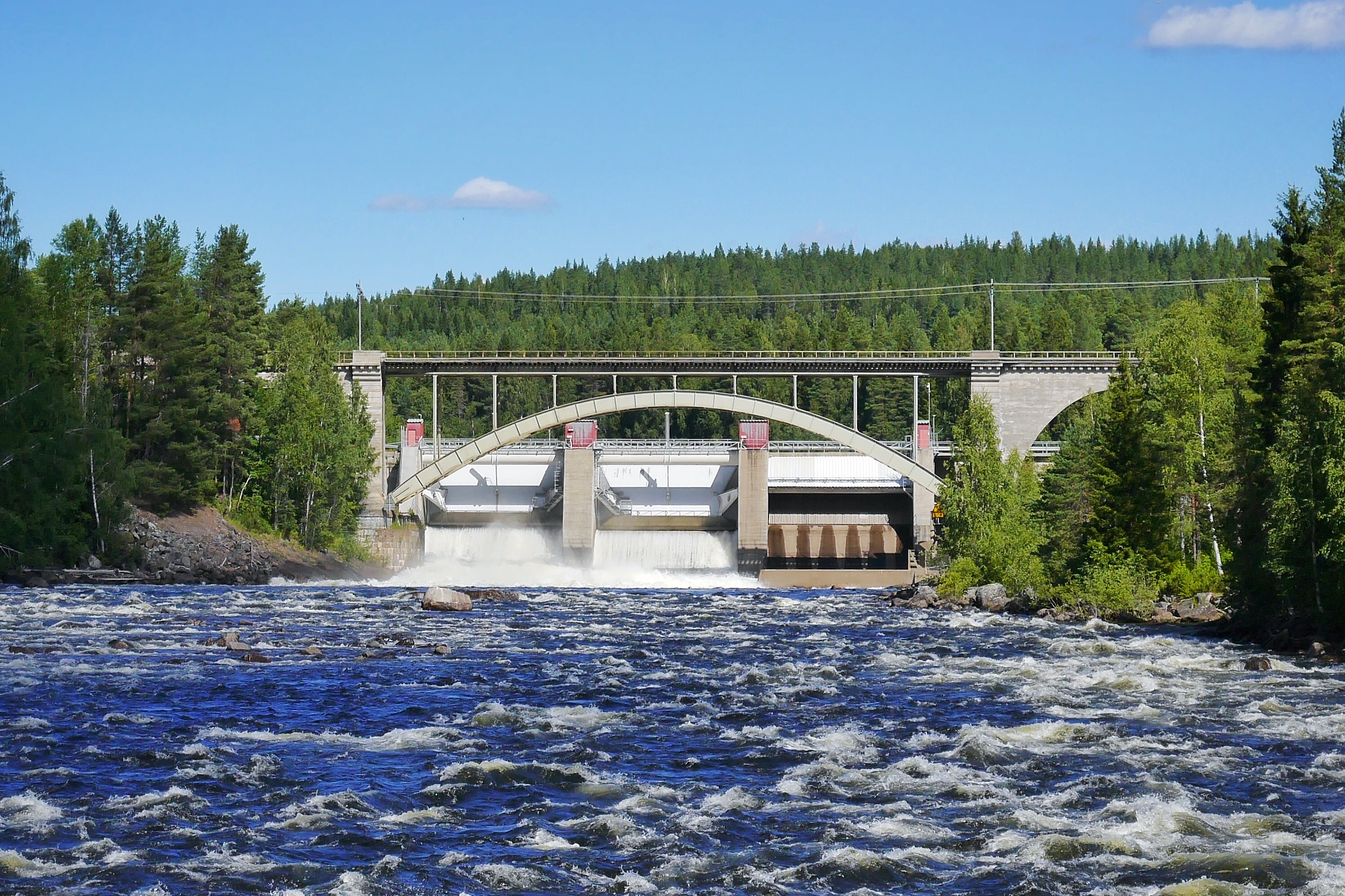
Järnvägsbron i Sikfors, sommaren 2016. Alldeles bakom bron syns dammen tillhörande Sikfors kraftstation.

Järnvägsbron över Piteälven vid Sikfors (Sikfors 100:8) är en järnvägsbro på Piteåbanan. Den byggdes 1911-1912 och togs i bruk 1914. Brons hela längd är 155 meter. Den har fyra spann och spannens spännvidd är 15+58,3+20+24 meter. Bron är en till utförande en bågbro och består av flera delar, huvudspannet över älvfåran är uppfört med två parallella plåtbalksbågar tillverkade av Motala Nya Verkstads AB. Sidospannen är utförda som valvbroar av betong med påmurade sidor, uppförda av Statens järnvägar.
Numera trafikeras inte bron av persontåg, däremot godstrafik, bland annat massavedståg.
Järnvägsbron blev år 2007 förklarad som statligt byggnadsminne och återfinns i RAÄ:s bebyggelseregister (BBR) med anläggningsnummer 21300000024811.